# Teatro Odeon (Bucarest)
El Teatro Odeon (en rumano:Teatrul Odeon) es un teatro en Bucarest, Rumania, ubicado en la Calea Victoriei (Calle Victoria), y uno de los lugares más conocidos de las artes escénicas en la ciudad. Como institución, se deriva del Teatrul Muncitoresc CFR Giuleşti, fundado en 1946, que se trasladó a su ubicación actual,  en 1974. En 1990, después de la Revolución rumana de 1989, el teatro cambió su nombre de Giuleşti a Odeon. En 1993, ganó el premio al teatro rumano del año.
El teatro fue construido en 1911, y anteriormente albergaba el Teatro de la Comedia del Teatro Nacional de Rumanía. Es parte de un complejo que incluye un edificio con apartamentos y tiendas (por el norte) y el Hotel Majestic (hacia el sur).